# بوشيلاتو
بُجِلَّاتة أو بُجِلَّاتو أو (نقحرة: بوشيلاتو) (بالإيطالية: Buccellato)‏ هي كعكة دائرية صقلية يقدمها العراب إلى ابنه بالمعمودية والأسرة في يوم التعميد. يفترض بالكعكة أن تكون أكبرة ما أمكن لضمان حسن الحظ. تقول الأسطورة أن الكعكة قد وصلت مرة إلى حجم عجلة الملاهي. اعتماداً على الوصفة المستخدمة قد تشمل الفواكه المجففة أو الملبسة، الخ.